# Tracey Emin
Tracey Emin, född 3 juli 1963 i Croydon i London, är en brittisk konstnär. Hon gjorde ett konstnärligt genombrott 1993 med utställningen My Major Retrospective på White Cube i London. 1997 väckte Emin stort uppseende på Sensation: Young British Artists from the Saatchi Collection, en utställning på Royal Academy of Arts, där hon bidrog med installationen Everyone I have ever slept with (1963-1995).
Hon föddes i London men växte upp i Margate i Kent.

## Konstnärskap
Tidigt under sin karriär arbetade Emin med måleri. Senare har hon uttryckt sig främst genom installationer. Efter en personlig kris, efter en genomförd abort, har introspektion varit ett framträdande drag i Emins skapande. I My Major Retrospective 1993 ställde hon oblygt ut privata anteckningar och tillhörigheter som för att sprida ljus över sitt förhållande till sex och alkohol. I utställningen ingick även fotografier av egna målerier vilka konstnären själv förstört som för att markera slutet av en period i sitt konstnärskap. 
1997 var Emin representerad på Royal Academy of Arts utställning Sensation med installationen Everyone I have ever slept with. Installationen bestod av ett tält på vars insida Emin hade fästat fotografier av och namngivit samtliga sexpartner och andra sängkamrater. För bland annat Everyone I have ever slept with nominerades Emin till Turnerpriset 1999.
Installationen My Bed som ställdes ut på Tate Gallery 1999 visar en obäddad säng med smutsiga lakan. På sängen ligger strumpbyxor och en handduk. Vid sidan av sängen ligger bland annat tofflor, underbyxor med menstruationsblod, cigarettpaket och vodkabuteljer.